# بریشاه بیگ‌مراد
بریشاه بیگ‌مراد، روستایی از توابع بخش گهواره شهرستان دالاهو در استان کرمانشاه
واقع در ایران است.

## جمعیت
این روستا در دهستان قلخانی قرار دارد و براساس سرشماری مرکز آمار ایران در سال ۱۳۸۵، جمعیت آن ۱۲۱ نفر (۲۸خانوار) بوده‌است.